# Maconacon
Maconacon (Bayan ng Maconacon) är en kommun i Filippinerna. Kommunen ligger på ön Luzon, och tillhör provinsen Isabela. Folkmängden uppgår till 3 721 invånare.
Maconacon är indelat i 10 barangayer.